# Grb Armenije
Grb Armenije je bil sprejet 19. aprila 1992, po osamosvojitvi. Temelji na grbu Prve Armenske republike.

## Pomen grba
Prvo polje predstavlja znak dinastije Bagratuni, ki je vladala v srednjem veku, med 7. in 11. stoletjem. V tem obdobju se je Armenija razcvetela, kot državna tvorba.
Drugo polje predstavlja dinastijo Arsacidov, ki je prva vladala krščanski Armeniji. Treba je omeniti, da je Armenija pod Arsacidi obveljala kot prva krščanska država.
V tretjem polju dva heraldična sokola predstavljata dolžino armenskega ozemlja v času vladavine dinastije Artaxiad, ki je vladala v 1. stoletju pred našim štetjem.
V četrtem polju je znak dinastije Rubenidov, ki je vladala srednejveški Armeniji, dokler je niso osvojili Mameluki in Turki.
V sredinskem ščitu je gora Ararat, ki je armenski nacionalni simbol. Nad goro je predstavljena Noetova barka, ki naj bi se ustavila ravno pod goro Ararat.
Orel kot ščitonosec predstavlja tako rodbini Arsacidov in Artaxiadov. Lev pa predstavlja dinastiji Bagratunov in  Rubenidov.